# Thomas Wanker
Thomas Wanker, anche noto come Thomas Wander (Graz, 19 aprile 1973), è un compositore austriaco.
Fra i suoi lavori si ricordano le musiche per:
- Buffy l'ammazzavampiri (serie TV),(2000-2002)
- Alien Vs. Predator (2004)
- The Day After Tomorrow (2004)
- Dresda (2006)
- Storm marea (2007)
- 10.000 A.C. (2008)
- 2012 (2009)
- Anonymous, regia di Roland Emmerich (2011)
- Independence Day - Rigenerazione (Independence Day: Resurgence), regia di Roland Emmerich (2016)
- Midway, regia di Roland Emmerich (2019)